# 冷泉為純
冷泉 為純（れいぜい ためずみ）は、戦国時代から安土桃山時代にかけての公卿・武将。歌人。官位は従三位・参議。細川庄を領したので細川 為純（ほそかわ ためずみ）と呼ばれることもあるが、室町幕府管領の細川氏との関係はない。

## 生涯
享禄3年2月8日（1530年3月7日）、下冷泉家の当主・冷泉為豊の子として誕生。天文7年（1538年）に従五位下に叙される。その後、様々な官職を歴任し、天正4年（1576年）に従三位、侍従に叙任される。天正5年（1577年）、参議に転任する。
年貢確保のため山城国を離れ、家祖の冷泉為相以来相伝の所領播磨国細川庄（現在の兵庫県三木市）に長らく下向していた。
天正6年4月1日（1578年5月7日）、播磨において織田信長の命令を受けた羽柴秀吉の中国方面軍に協力して嬉野城に立て籠もっていたが、秀吉から援軍が送られなかったために別所長治の攻撃を受けて自害した。享年49（満48歳没）。

## 系譜
- 父：冷泉為豊
- 母：不詳
- 妻：不詳
  - 男子：冷泉為勝（1557年 - 1578年） - 為純と共に死亡。
  - 三男：藤原惺窩（1561年 - 1619年） - 儒学者。庶子。
  - 四男：六条俊久（1564年 - 1616年） - 有広、有親とも。源姓に改め六条家を継承、再興。
  - 男子：冷泉為将（ - 1647年） - 年齢としては惺窩の弟。惺窩の尽力で下冷泉家当主となる。
    - 孫:冷泉為景（1612年 - 1652年） - 惺窩の長男。為将が嗣子無く死去したのち、勅命により下冷泉家を継承。

- - 女子:（沢井左衛門佐室）
  - 女子:（仙石但馬室）
  - 女子